# Julio Angkel
Julio Angkel (* 12. April 1954 auf Parem, Bundesstaat Chuuk, Föderierte Staaten von Mikronesien) ist ein mikronesischer Geistlicher und römisch-katholischer Bischof der Karolinen.

## Leben
Julio Angkel empfing am 13. Dezember 1983 durch den Bischof der Karolinen-Marshallinseln, Martin Joseph Neylon SJ, das Sakrament der Priesterweihe.
Am 18. November 2017 ernannte ihn Papst Franziskus zum Koadjutorbischof der Karolinen. Der Apostolische Nuntius in den Föderierten Staaten von Mikronesien, Erzbischof Martin Krebs, spendete ihm am 4. Februar 2018 in der Kathedrale Immaculate Heart of Mary in Tunnuk die Bischofsweihe; Mitkonsekratoren waren der Bischof der Karolinen, Amando Samo, und der Bischof von Tarawa und Nauru, Paul Mea MSC.
Mit dem Rücktritt Amando Samos am 2. Februar 2020 folgte er diesem als Bischof der Karolinen nach.